# François Rebel
Pour les articles homonymes, voir Rebel.
François Rebel est un compositeur et violoniste français, né à Paris le 19 juin 1701 et mort le 7 novembre 1775.

## Biographie
Né dans une famille de musiciens, fils de Jean-Féry Rebel, il est violoniste dans l’orchestre de l’Académie royale de Musique à partir de 1714. Il est nommé Surintendant de la musique en 1749, et il dirige le Concert Spirituel en 1742 et l'Opéra de Paris avec son ami François Francœur de 1757 à 1767. Il a composé beaucoup d'opéras (souvent en collaboration avec François Francœur) et de la musique religieuse. Il dirige à nouveau l'Opéra de 1772 à 1775.

## Œuvres
- Te Deum
- De profundis, tiré du psaume 130
- Pyrame et Thisbé, tragédie lyrique, sur un livret de Jean-Louis-Ignace de la Serre (avec François Francœur) créée le 17 octobre 1726.
- Tarsis et Zélie, tragédie lyrique en 5 actes, sur un livret de Jean-Louis-Ignace de la Serre (avec François Francoeur) créée le 19 octobre 1728.
- Pastorale héroique de la fête des ambassadeurs plénipotentiaires d'Espagne à l'occasion de la naissance de Monseigneur le Dauphin, opéra-ballet en 1 acte créé le 24 janvier 1730.
- Skanderberg, tragédie lyrique, livret de Antoine-Houdar de La Motte et Jean-Louis Ignace de la Serre (avec François Francœur) créée le 27 octobre 1735.
- Le Ballet de la paix, livret de Pierre-Charles Roy (avec François Francoeur) créé le 29 mai 1738.
- Les Augustales, divertissement, livret de Pierre-Charles Roy (avec François Francoeur) créé le 16 novembre 1744.
- Zélindor, roi des Silphes, divertissement sur un livret de François-Augustin Paradis de Moncrif (avec François Francoeur) créé le 10 août 1745.
- Le retour du Roi , idylle, livret de Pierre-Charles Roy (avec François Francoeur) créée le 8 septembre 1745.
- La Félicité, ballet héroïque créé le 17 & 24 mars 1746.
- Ismène, pastorale héroique (avec François Francoeur) créée le 10 octobre 1747.
- Le Prince de Noisy, ballet héroïque en 3 actes, avec François Francœur, livret de Charles-Antoine Leclerc de La Bruère, créé le 13 mars 1749 à Versailles, Théâtre des petits appartements.
- Les Génies tutélaires, divertissement composé à l'occasion de la naissance de Mgr le Duc de Bourgogne (avec François Francoeur) créé le 21 septembre 1751.

## Discographie
- Zélindor, roi des Sylphes, Ausonia, Frédérick Haas et Mira Glodeanu (direction artistique), dans le coffret « 200 ans de musique à Versailles » (CD10), France musique 2007  (EAN 5-425008-37620-2)

## Source
- Jean Gourret, Ces hommes qui ont fait l'Opéra, 1984, p. 64-65.